# Risto Lillemets
Risto Lillemets (20 novembre 1997) è un multiplista estone.

## Palmarès
| Anno | Manifestazione  | Sede      | Evento    | Risultato | Prestazione | Note |
| ---- | --------------- | --------- | --------- | --------- | ----------- | ---- |
| 2017 | Europei U23     | Bydgoszcz | Decathlon | dnf       | dnf         |      |
| 2021 | Europei indoor  | Toruń     | Eptathlon | 5º        | 6055 p.     |      |
| 2023 | Europei indoor  | Istanbul  | Eptathlon | Bronzo    | 6079 p.     |      |
| 2024 | Europei         | Roma      | Decathlon | dnf       | dnf         |      |
| 2025 | Mondiali indoor | Nanchino  | Eptathlon | 8º        | 5866 p.     |      |